# Zsolt Németh (lekkoatleta)
Zsolt Németh (ur. 9 listopada 1971 w Szombathely) – węgierski lekkoatleta, który specjalizował się w rzucie młotem.
Międzynarodową karierę rozpoczynał w 1990 zajmując szóstą lokatę podczas mistrzostw świata juniorów. W 1996 nie awansował do finału igrzysk olimpijskich, a w 1997 nie przebrnął eliminacji podczas światowego czempionatu. Największe sukcesy odnosił w 1999 kiedy został złotym medalistą uniwersjady oraz wicemistrzem świata. Bez powodzenia startował w igrzyskach olimpijskich w Sydney (2000). Medalista mistrzostw Węgier (w tym złoto w 1997) oraz reprezentant kraju w meczach międzypaństwowych i zawodach pucharu Europy.
Rekord życiowy: 81,56 (14 sierpnia 1999, Veszprém).

## Osiągnięcia
| Rok  | Impreza                     | Miejsce           | Pozycja           | Wynik |
| ---- | --------------------------- | ----------------- | ----------------- | ----- |
| 1990 | Mistrzostwa świata juniorów | Płowdiw           | 6. miejsce        | 64,00 |
| 1995 | Uniwersjada                 | Fukuoka           | 6. miejsce        | 74,12 |
| 1996 | I liga pucharu Europy       | Lizbona           | 1. miejsce        | 75,24 |
| 1996 | Igrzyska olimpijskie        | Atlanta           | el. – 22. miejsce | 73,68 |
| 1997 | Mistrzostwa świata          | Ateny             | el. – 16. miejsce | 71,80 |
| 1999 | Uniwersjada                 | Palma de Mallorca | 1. miejsce        | 80,40 |
| 1999 | Mistrzostwa świata          | Sewilla           | 2. miejsce        | 79,05 |
| 2000 | Igrzyska olimpijskie        | Sydney            | el. – 24. miejsce | 73,95 |
| 2000 | Finał Grand Prix IAAF       | Doha              | 4. miejsce        | 78,67 |